# NGC 1132
NGC 1132 est une vaste galaxie elliptique située dans la constellation de l'Éridan. NGC 1132 a été découverte par l'astronome britannique John Herschel en 1827.

## Caractéristiques
Sa vitesse par rapport au fond diffus cosmologique est de  6 726 ± 18 km/s, ce qui correspond à une distance de Hubble de 99,2 ± 7,0 Mpc (∼324 millions d'al).
À ce jour, deux mesures non basées sur le décalage vers le rouge (redshift) donnent une distance de 83,500 ± 2,687 Mpc (∼272 millions d'al), ce qui est à l'extérieur des valeurs de la distance de Hubble. Notons cependant que c'est avec la valeur moyenne des mesures indépendantes, lorsqu'elles existent, que la base de données NASA/IPAC calcule le diamètre d'une galaxie et qu'en conséquence le diamètre de NGC 1132 pourrait être d'environ 72,5 kpc (∼236 000 al) si on utilisait la distance de Hubble pour le calculer. 

## Paire de galaxies
Les galaxies NGC 1132 et UGC 2311 sont dans la même région du ciel et selon l'étude réalisée par Abraham Mahtessian, elles forment une paire de galaxies. UCG 2311 est désigné 0246-0105 pour CGCG 0246.9-0105 dans l'article de Mahtessian, une malheureuse désignation non conventionnelle qui rend l'identification de la galaxie difficile, voire impossible quelquefois. La distance de Hubble d'UGC 2311 est de 102,4 ± 7,2 Mpc (∼334 millions d'al).